# Escut d'Aitona

Escut oficial d'Aitona

L'escut oficial d'Aitona té el següent blasonament:
Escut caironat truncat i semipartit: 1r de sinople, un gall cantant d'or; 2n de gules, 8 besants d'or posats en 2 pals.; 3r d'or, 4 pals de gules. Per timbre una corona de marquès

## Història
Va ser aprovat el 30 de maig de 1996.
El gall, un senyal tradicional de l'escut de la vila, fa al·lusió a una llegenda segons la qual la gent d'Aitona fou alertada pel cant conjunt de tots els galls de la població d'un atac imminent dels àrabs, amb la qual cosa la vila, alerta, es va salvar. La corona fa referència al marquesat que Felip II concedí el 1581 a Francesc I de Montcada, comte d'Aitona; els besants d'or sobre camper de gules són precisament les armes dels Montcada. Els quatre pals de l'escut de Catalunya recorden que la vila fou conquerida als àrabs per Ramon Berenguer III.